# 帕科斯費雷拉
帕科斯費雷拉（葡萄牙語：Paços de Ferreira）是葡萄牙的一座城市。位於葡萄牙北部地區。有「家具之都」的別稱。家具企業宜家在這裡開設有工廠。帕科斯費雷拉設市于1993年。

## 友好城市
- 法國 萨特鲁维尔